# Scandinavian Enterprise Open
Het Scandinavian Enterprise Open was een open golftoernooi in Zweden. Na 1990 fuseerde dit toernooi met het eveneens Zweedse PLM Open. De naam van het nieuwe toernooi werd de Scandinavian Masters. Het maakte vanaf 1991 deel uit van de Europese PGA Tour.
- 1973: Bob Charles met 278 (-10)
- 1974: Tony Jacklin met 279 (-5)
- 1975: George Burns met 279 (-5) na play-off
- 1976: Hugh Baiocchi met 271 (-17)
- 1977: Bob Byman met 275 (-13)
- 1978: Severiano Ballesteros met 279 (-9)
- 1979: Sandy Lyle met 276 (-12)
- 1980: Greg Norman met 276 (-12)
- 1981: Severiano Ballesteros met 273 (-11)
- 1982: Bob Byman met 275 (-9)
- 1983: Sam Torrance met 280 (-8)
- 1984: Ian Woosnam met 280 (-4)
- 1985: Ian Baker-Finch met 274 (-14)
- 1986: Greg Turner met 270 (-18) na play-off
- 1987: Gordon Brand Jr. met 277 (-11) na play-off
- 1988: Severiano Ballesteros met 270 (-18)
- 1989: Ronan Rafferty met 268 (-20)
- 1990: Craig Stadler met 268 (-20)